# Frakkeskjolde
 Der er for få eller ingen kildehenvisninger i denne artikel, hvilket er et problem. Du kan hjælpe ved at angive troværdige kilder til de påstande, som fremføres i artiklen.

Frakkeskjolde er en unik dansk og norsk foreteelse, som blev brugt i perioden fra 1800-1940. De små navneskilte, som blev fabrikeret i sølv, blev i sin tid brugt til at sy ind i folks overtøj og blev for alvor populære i den tid, hvor man begyndte at gå i teatret, på restaurant eller café. Overtøjet kom da naturligvis i garderoben, og eftersom de sorte herrefrakker, som var syet af kraftigt sort klæde, let kunne ligne hinanden, var der en reel risiko for, at man kom hjem iført en anden persons frakke. Eftersom disse frakker var relativt dyre og ofte kostede en arbejder to til tre måneders løn, blev der passet godt på dem, og man sikrede sig, at ingen tog fejl af hinandens frakker, da de gerne skulle holde fra 20 år og opefter.
I 1800-årene og begyndelsen af 1900-årene fremstillede mange sølvvarefabrikker små sølvskjolde, som blev solgt til guld- og sølvvareforretninger over hele landet. Her kunne kunden se på et udvalg af forskellige skjoldmodeller og få indgraveret sine initialer på det foretrukne skjold, som så blev syet ind i frakken. Nogle skræddere og stormagasiner fik fremstillet deres egne modeller af skjoldene; en tilknyttet gravør udførte graveringen af den pågældende kundes initialer. Som service over for kunden blev skjoldet så syet i frakken på den venstre inderlomme, hvori man typisk opbevarede sin tegnebog. Således kunne man prale lidt af sit frakkeskjold, når man tog tegnebogen frem. Andre gange måtte kunden selv købe et skjold hos sølvsmeden, få indgraveret sit monogram og selv få syet det i frakken.
Næppe alle og enhver bar disse små sølvskilte. Skjoldene blev hovedsageligt brugt af adelige eller rangpersoner i militæret samt overklassen og det bedre borgerskab. Mange skjolde er fremstillet i sølv, også til folk fra lavere sociale klasser. Dog har en hel del også fået deres fremstillet i zink, fordi de ikke havde råd til at få fremstillet et i sølv, men samtidig ønskede at følge med det udbredte fænomen.
For at fremstille disse frakkeskjolde havde sølvsmedene en vis fremgangsmåde:
Først blev der produceret et specielt stempel med et stålgraveret spejlvendt motiv. Derefter præges der et modsvarende stempel til pressen som f.eks. er oversat i messing. En sølvplade, der dækker motivet, præges så mellem overpart og stempel. Overflødigt materiale stanses til sidst væk.
Alle skjoldene er unikke, og de er dekoreret hver især med monogrammer i gotisk skrift samt mønstre.
Frakkeskjoldene er et næsten et helt glemt fænomen, som for længst er blevet til fortid. Eftersom brugen af de små skilte er helt forsvundet, kender nyere generationer ofte intet til frakkeskjolde og deres historie, hvilket desværre ofte medfører, at mange bliver smidt ud. Navnemærkerne handles i dag primært hos antikvitetshandlere eller på auktion.